# Benjamin Becker
Benjamin Becker (ur. 16 czerwca 1981 w Merzig) – niemiecki tenisista, reprezentant kraju w Pucharze Davisa.

## Kariera tenisowa
Zawodowym tenisistą Becker był w latach 2005–2017.
W turniejach rangi ATP World Tour wygrał rozgrywki w ’s-Hertogenbosch w 2009 roku, na kortach trawiastych. Do turnieju przystąpił z eliminacji. W drodze po tytuł pokonał m.in. nr 1. rozgrywek – Hiszpana Fernando Verdasco, Rainera Schüttlera, a w finale Raemona Sluitera. Ponadto jest finalistą rozgrywek z sezonu 2007 w Bangkoku i z 2014 roku w ’s-Hertogenbosch.
W grze podwójnej Becker osiągnął dwa finały turniejów ATP World Tour, najpierw w roku 2009 w Los Angeles (w parze z Frankem Moserem), a następnie w roku 2010 w San Josè (w parze z Leonardo Mayerem).
W rankingu singlistów najwyższą pozycję osiągnął na początku marca 2007 roku – nr 38. W zestawieniu deblistów najwyżej sklasyfikowany był w lipcu 2010 roku na 58. miejscu.
W Pucharze Davisa przyczynił się do zwycięstwa 3:2 z Chorwacją w lutym 2007 roku; był to zarazem jego debiut w reprezentacji narodowej.

### Finały w turniejach ATP World Tour
| Legenda                                      |
| -------------------------------------------- |
| Wielki Szlem                                 |
| Igrzyska olimpijskie                         |
| Tennis Masters Cup / ATP Finals              |
| ATP Masters Series / ATP Tour Masters 1000   |
| ATP International Series Gold / ATP Tour 500 |
| ATP International Series / ATP Tour 250      |

#### Gra pojedyncza (1–2)
| Końcowy wynik | Nr | Data             | Turniej          | Nawierzchnia  | Przeciwnik            | Wynik finału     |
| ------------- | -- | ---------------- | ---------------- | ------------- | --------------------- | ---------------- |
| Finalista     | 1. | 30 września 2007 | Bangkok          | Twarda (hala) | Dmitrij Tursunow      | 2:6, 1:6         |
| Zwycięzca     | 1. | 21 czerwca 2009  | ’s-Hertogenbosch | Trawiasta     | Raemon Sluiter        | 7:5, 6:3         |
| Finalista     | 2. | 21 czerwca 2014  | ’s-Hertogenbosch | Trawiasta     | Roberto Bautista-Agut | 6:2, 6:7(2), 4:6 |

#### Gra podwójna (0–2)
| Końcowy wynik | Nr | Data            | Turniej     | Nawierzchnia  | Partner        | Przeciwnicy            | Wynik finału |
| ------------- | -- | --------------- | ----------- | ------------- | -------------- | ---------------------- | ------------ |
| Finalista     | 1. | 2 sierpnia 2009 | Los Angeles | Twarda        | Frank Moser    | Bob Bryan Mike Bryan   | 4:6, 6:7(2)  |
| Finalista     | 2. | 14 lutego 2010  | San José    | Twarda (hala) | Leonardo Mayer | Mardy Fish Sam Querrey | 6:7(3), 5:7  |